# Каджая, Валерий Георгиевич
Валерий Георгиевич Каджая (30 мая 1942, Тбилиси, Грузинская ССР, СССР — 11 ноября 2010, Москва, Россия) — советский и российский журналист и публицист грузинского происхождения.

## Биография
В 1963 году, будучи студентом, стал работать репортёром республиканской газеты «Заря Востока». Будучи альпинистом, в начале 1960-х годов он участвовал в открытии огромной Ново-Афонской пещеры.
В июне 1964 года, будучи студентом-практикантом, приехал в Москву. За время практики написал и опубликовал в общей сложности 52 статьи и заметки, в чем его по воспоминаниям Станислава Сергеева, не мог превзойти не один из практикантов «Известий». Благодаря этому для Валерия тогда отдел кадров придумал «беспрецедентную должность» — стажёр-собкор в Тбилиси.
В 1965 году окончил факультет журналистики Тбилисского университета. С 1966 года жил в Москве.
Много лет был специальным корреспондентом газеты «Известия», публиковался и во многих других изданиях. В «Известиях» и «Неделе» он с перерывами проработал с 1965 по 1978 год. Работал в выездной редакции «Известия» на Каме, репортёром отдела информации, спецкором отдела советского строительства, спецкором отдела комвоспитания в «Неделе».
В 1993—1996 годах пресс-секретарь Олега Лобова.
В постсоветское время сотрудничал со многими независимыми изданиями «демократической ориентации», такими, как журнал «Новое время», «Независимая газета», «Коммерсант», выступал на Радио «Свобода». Печатался в еврейских еженедельниках.
В 2000 году стал лауреатом премии Союза журналистов Москвы за цикл статей против антисемитизма. В 2002 году был удостоен диплома Союза журналистов России за публикации по проблемам детства и воспитания. В 2005 году он стал лауреатом премии уже Союза журналистов России за цикл статей о ксенофобии.
Последние четыре года жизни тяжело болел, последние месяцы жил на болеутоляющих уколах. За месяц до кончины дал двухчасовое интервью украинскому телевидению об Эдуарде Шеварднадзе, с которым был знаком.
Скончался 11 ноября 2010 года после тяжелой и продолжительной болезни.

## Убеждения
Одной из таких острых тем, которая все больше захватывала его с начала 1990-х года, стала проблема ксенофобии и особенно антисемитизма. В своих публикациях он доказывал, что антисемитизм есть или следствие дремучести, или холодного расчёта дабы мобилизовать сторонников против «врага». Писал о судьбах евреев в СССР.
По словам Семёна Резника, «С годами эта тема становилась все менее востребованной, но Валерий Каджая оставался ей верен. Ему труднее становилось публиковаться, пришлось терпеть и материальные лишения, но с избранного пути он не свернул до самого конца. Убежден, что для литератора, чьим единственным оружием и средством существования является слово, это профессиональный и нравственный подвиг».
Сожалел о том, что в России даже знакомые ему евреи не помнили о подвиге Александра Печерского, возглавившего восстание в лагере Собибор.

## Семья
- жена — Махатадзе Инга Георгиевна 11.04.1942 — журналист
- дочь — Иванова (Каджая) Елена Владимировна 13.02.1967